# زملول نيوزيلندي
زملول نيوزيلندي (الاسم العلمي: Exobasidium novae-zelandiae) هو نوع من الفطريات يتبع جنس الزملول من فصيلة الزملولية.